# Kanan Seyidov
Kanan Alihuseyn oglu Seyidov (en azerí: Kənan Əlihüseyn oğlu Seyidov) es un mayor general de las Fuerzas Especiales de las Fuerzas Armadas de Azerbaiyán, participante de la Guerra de los Cuatro Días y uno de los comandantes de las unidades de las Fuerzas Especiales de Azerbaiyán, Héroe de la Guerra Patria.

## Biografía
Kanan Seyidov nació en raión de Imishli.
Actualmente es vicecomandante de las Fuerzas Espaciales de las Fuerzas Armadas de Azerbaiyán. Participó en la Guerra de los Cuatro Días y la Guerra del Alto Karabaj. Comandó las fuerzas especiales de Azerbaiyán en las batallas de Hadrut y de Shusha. El 20 de noviembre de 2020 Kanan Seyidov fue ascendido al rango de mayor general.

## Premios y títulos
- Orden de la Bandera de Azerbaiyán (2003)[3]
- Orden “Por la Patria” (2014)[4]
- Medalla al Heroísmo (2016)[5]
- Medalla de Héroe de la Guerra Patria (2020)[6]
- Medalla Por la liberación de Jabrayil (2020)[7]
- Medalla Por la liberación de Fuzuli (2020)[8]
- Medalla Por la liberación de Shusha (2020)[9]